# Wilhelm Witter
Wilhelm Witter (* 11. November 1866 in Altenau; † 16. Oktober 1949 in Halle) war ein deutscher Metallhütten-Ingenieur und Vorgeschichtsforscher. Sein Lebenswerk umfasst drei Bereiche: Vorstand des Staatshütten-Laboratoriums Hamburg, beratender Ingenieur bei der Konzeption und dem Bau von Metallhüttenwerken, Erforscher der ältesten deutschen Kupfer- und Bronze-Metallurgie in vorgeschichtlicher Zeit.

## Ausbildung
Karl August Wilhelm Louis Witter wurde am 11. November 1866 in Altenau/Harz geboren und am 2. Dezember 1866 in der Ev.-lutherischen Nikolaikirche in Altenau getauft. Sein Vater, Karl Heinrich Christian Theodor Witter, war damals Zimmermann in Altenau, später Zimmermann auf der Fiskalischen Silberhütte in St. Andreasberg/Harz. 1883 begann Wilhelm Witter mit 16 Jahren seine Berufslaufbahn als Metallhüttenmann auf eben dieser Silberhütte in Andreasberg. Ab 1886 besuchte er die Bergschule in Clausthal, um seine Ausbildung zu vollenden. Er hörte dort Vorlesungen von Ingenieur Arnim über Probierkunst, Unterrichtsjahr 1886/87, Chemie, 1887/88, Hüttenkunde, 1888/89, und von Bergrat Gustav Köhler eine Vorlesung über Rechnungswesen, 1887/88. Eine Vorlesung über Quantitative Analyse von Ingenieur Arnim ist ebenfalls unter den erhaltenen, von Witter verfassten handschriftlichen Vorlesungsskripten, die Jahreszahl nicht eindeutig. Gleichzeitig existiert ein Tagebuch über die täglich „verfahrenen Schichten“, attestiert von der Silberhütte St. Andreasberg von August 1887 bis Juli 1888 (1. Bergschuljahr) und von August 1888 bis Juli 1889 (2. Bergschuljahr). Alle diese Dokumente befinden sich im Universitätsarchiv der Nachfolge-Institution Technische Universität Clausthal. Durch hervorragende Leistungen aufgefallen, erhielt er durch das Kuratorium der Vereinigten Bergakademie und Bergschule die Genehmigung, an der Bergakademie weiterhin zu studieren. Außerdem erhielt er vom Oberbergamt Clausthal ein Stipendium, um sein Studium an der Bergakademie zu finanzieren. Nach Abschluss seiner Studien verließ er die Technische Hochschule als Metallhüttenmann und anorganischer Chemiker.

## Karriere
Nach vorübergehender praktischer Tätigkeit auf den Hüttenwerken in Eisleben und Lautenthal holte ihn Wilhelm Hampe 1891 zurück an die Bergakademie, wo er bis 1894 im Kgl. Chemischen Laboratorium der Bergakademie tätig war. 1894 erhielt er eine Anstellung als Laboratoriumsleiter auf der Fiskalischen Kupfer- und Silberhütte in Altenau. Doch schon ein Jahr später, 1895, wurde er als Vorstand des Staatshütten-Laboratoriums Hamburg und Münzwardein der Hansestadt berufen. Hier gelang es ihm in kurzer Zeit, der Einrichtung einen guten Ruf zu sichern. Wie man auch aus den Erfahrungen mit Radioaktivität aus dieser Zeit weiß, schenkte man damals den gesundheitlichen Gefahren der Naturwissenschaften keine große Beachtung. Die bei den chemischen Analysen von Erzen und Legierungen auftretenden Gefahren mit giftigen Gasen und Dämpfen wurden anscheinend auch in Hamburg nicht erkannt. Die Folge waren bald auftretende Gesundheitsbeschwerden bei Witter, die sich schleichend verstärkten. Schließlich war seine Gesundheit so angegriffen, dass er 1906 pensioniert werden musste. Zur Wiederherstellung seiner Gesundheit waren mehrere Jahre notwendig. Die Darstellung orientiert sich an einem eigenhändigen Lebenslauf Witters, der sich im Archiv der Akademie Leopoldina in Halle findet. Dann betätigte er sich als Industrieberater beim Bau und Betrieb von Metallhüttenwerken in Deutschland und Europa. Beim Bau neuer Hütten war man interessiert, den wissenschaftlichen Fortschritt in der Chemie der Metalle und Metallverbindungen für neue Konzeptionen in der Verhüttung zu nutzen. Hier erwies sich Wilhelm Witter als ein äußerst kreativer und innovativer Fachmann, nicht nur in der Nutzung neuer chemischer Erkenntnisse, sondern auch in der Gestaltung neuartiger Apparaturen. Von seinem kreativen Vermögen zeugen zahlreiche Patente, die auf seinen Namen oder unter dem der auftraggebenden Firmen angemeldet wurden.
So baute Witter mit Pape und Jules Babé in Honfleur (Frankreich) eine neuartige Anlage zur Verflüchtigung des Zinks als Zinkoxyd (Pape-Witter-Babé-Verfahren). Eine ähnliche Anlage wurde 1905–1907 in Oker errichtet. Eine weitere Aufgabe war die Zinngewinnung aus Zinnschlacken und armen Erzen, nach diesem Verfahren wurde ein großes Werk in Northfleet in England und 1917 in Duisburg gebaut. Von der Zinnhütte Duisburg findet sich im Rheinisch-Westfälischen Wirtschaftsarchiv Köln (zuständig für Duisburg) ein großformatiges Photowerk mit einer handschriftlichen Eintragung „Herrn Ingenieur Witter zur Erinnerung an den Bau u. die In-Betriebsetzung der Zinnhütte Duisburg 1916-17“. 1922 übernahm er den Bau einer Anlage zur Gewinnung von Mischzinn in Braunschweig und eine ähnliche Anlage 1926 in Trotha bei Halle. Hier trat er auch in eine feste Anstellung als Hüttendirektor der von ihm selbst gebauten Anlage ein. In einer Biographie über W. Witter geht C. Schiffner in seinem Sammelwerk „Männer des Metallhüttenwesens“ (1942) ausführlich auf diesen Lebensabschnitt ein. Seine Patente liefen vor allem auf das Hüttenwerk in Trotha und auf die Firma M. Lissauer in Köln.

## Ruhestand und Forschungen zur Vorgeschichte
1931 zog sich Witter aus dem Berufsleben zurück. Durch seinen Wohnsitz in Halle/Saale fand er Kontakt zur Vorgeschichtsforschung. Den beiden Vorgeschichtsforschern der Universität Halle, Hans Hahne und Walther Schulz, denen die zahlreichen vorgeschichtlichen Bodenfunde an Waffen, Werkzeugen und Schmuckgegenständen aus Kupfer und Bronze in mitteldeutschen Museen schon lange ein Forschungsdesiderat waren, gelang es nun, Wilhelm Witter für die Vorgeschichtsforschung zu interessieren. Damals nahm man an, dass das Kupfer dieser frühen Gegenstände aus dem Orient gekommen war. Als Fachmann für die Verhüttung von Erzen war es Witter klar, dass eine genaue chemische Analyse der Gegenstände, insbesondere der geringfügigen Beimengungen, den Rückschluss auf die Erzlagerstätte ermöglichen würde, da jede Lagerstätte ein anderes Profil der Verunreinigungen hat. So können Kupfererze gleichzeitig kleine Mengen von Erzen mit Zinn, Blei, Silber, Nickel, Kobalt, Antimon, Arsen und anderen Stoffen enthalten. Bei der Verhüttung gehen diese Stoffe in das Kupfer über. Falls man nicht Kupfer verschiedener Lagerstätten zusammen verarbeitet hatte, kann man rückwärts aus der Zusammensetzung des untersuchten Gegenstandes auf die Herkunft schließen. Bei der Realisierung dieser Grundidee waren viele Widerstände zu überwinden. Als Erstes waren die Museen nicht bereit zu gestatten, von ihren wertvollen, einmaligen Kupferfunden Material zu einer chemischen Analyse entnehmen zu lassen und die Gegenstände dadurch zu beschädigen. Es musste also eine Untersuchungsmethode gefunden werden, die nur minimale Beschädigungen hervorrufen würde. Dafür bot sich die spektroskopische Analyse an. Zu der damaligen Zeit war aber ein quantitatives Verfahren nicht bekannt. Der Professor am Mineralogischen Institut der Universität Halle Ferdinand von Wolff hat schließlich einen jungen Mitarbeiter, Johannes Winkler, gefunden, der eine quantitative spektroskopische Analyse entwickelt hat (Quantitative spektralanalytische Untersuchungen an Kupferlegierungen zur Analyse vorgeschichtlicher Bronzen, 1935). Für die minimalen Mengen an Substanz wurde nun Bereitschaft zur Mitarbeit in den Museen gefunden. In der Folgezeit wurden von J. Winkler am Mineralogischen Institut 250 Gegenstände untersucht, von seinem Nachfolger, Helmut Otto, weitere 1100. Eine letzte Schwierigkeit war, vorgeschichtliche Lagerstätten zu finden, um deren Analyse mit denen der Gegenstände zu vergleichen. Hier fand Witter in dem Lagerstättenkundler W. Röpke vom Geologischen Institut der Universität Halle einen kompetenten Gesprächspartner. Nach langer Sichtung von gedruckten Unterlagen aus früheren Jahrhunderten über den Kupferbergbau, Schlackenfunden aus fernen Zeiten und Erzanalysen aus in Frage kommenden Lagerstätten konnte mit dem Abgleich der Funde begonnen werden. Das Ergebnis war, dass 97 % der untersuchten Gegenstände mitteldeutschen Lagerstätten zugeordnet werden konnten. Das Ergebnis war eine Sensation. War damit doch erwiesen, dass in Mitteldeutschland eine eigenständige Entwicklung der Kupfermetallurgie stattgefunden hat. Ausführlich geht Witter in seinem Aufsatz „Wie ich zum Erforscher vorgeschichtlicher Metallgewinnung wurde“ (1949) auf diesen Teil seines Lebensweges ein.

## Familie
Wilhelm Witter war verheiratet mit Auguste Trenkner (1866–1916) und nach deren Tod in zweiter Ehe mit Clara-Luise Knauth (1883–1946). Aus erster Ehe entstammen 5 Kinder. Den beiden Söhnen Erich und Heinz wurden je ein Enkel geboren, die Tochter Helene hatte Nachkommen des Familiennamens Westphal und die Tochter Margarethe Nachkommen des Familiennamens Wehefritz. Die Enkelgeneration hat wiederum zahlreiche Nachkommen (Urenkel und auch Ururenkel).

## Bedeutung
Wilhelm Witter hat als erster (?) oder zumindest als einer der ersten Vorgeschichtsforscher neue naturwissenschaftliche Methoden auf die Erforschung verborgener Spuren in der Hinterlassenschaft vorgeschichtlicher Menschen angewandt und damit unbekannte Sachverhalte einer objektiv belegten Lösung zugeführt. Die Vorgeschichtsforschung war in diesen Fällen zuvor auf Vermutungen angewiesen. Im Falle der Forschungen Wilhelm Witters, der Herkunft von Kupfer und Bronze der frühen Funde aus den Museen Mitteldeutschlands, wurde – wie im Lebenslauf dargelegt – die Vermutung der Vorgeschichtsforschung eindeutig widerlegt.

## Ehrungen
- Gustav-Kossinna-Preis 1936/1937 des Reichsbundes für deutsche Vorgeschichte (1937)
- Mitgliedschaft in der Akademie der Naturforscher Leopoldina (1940)
- Ehrendoktor der Bergakademie Clausthal (Dr.-Ing. E. h.) (1947)[1]
- Ehrenmitglied der Gesellschaft Deutscher Metallhütten- und Bergleute (1947)
- Ehrendoktor der Universität Halle (Dr. phil. h. c.) (1948)

## Publikationen (Auswahl)
- Die älteste Erzgewinnung im nordisch-germanischen Lebenskreis. Bd. 1: Die Ausbeutung der mitteldeutschen Erzlagerstätten in der frühen Metallzeit. (= Mannus-Bücherei. Bd. 60). Leipzig 1938, DNB 363248986.
- Die älteste Erzgewinnung im nordisch-germanischen Lebenskreis. Bd. 2: Die Kenntnis von Kupfer und Bronze in der Alten Welt. (=  Mannus-Bücherei. Bd. 63). Leipzig 1938, DNB 363248994.
- mit Helmut Otto: Handbuch der ältesten vorgeschichtlichen Metallurgie in Mitteleuropa. Leipzig 1952, DNB 453673422.

### Autobiographie
- Wie ich zum Erforscher vorgeschichtlicher Metallgewinnung wurde. In: Jahresschrift für mitteldeutsche Vorgeschichte. Band 33, 1949, S. 98–107.